# 八幡昇
八幡 昇（やはた のぼる、1970年〈昭和45年〉3月31日 - ）は、日本の実業家、資本家。日本ヒーター機器代表取締役社長、スマートミールサービス代表取締役社長、YAHATA代表取締役社長。

## 経歴・人物
神奈川県横浜市出身。1992年に青山学院大学経済学部を卒業し、横浜銀行に入行。2012年英国プリマス経営大学院修士課程修了、EMBA（エグゼクティブ経営学修士）。金融庁担当の後、2008年ロンドン駐在員事務所長、2011年広報IR室長、広報CSR室長。銀行所有のグラウンドを地元女子サッカーチームに無償提供するなどした。2012年日本版環境金融行動原則起草委員会委員、2013年大森支店長、2016年に横浜銀行と東日本銀行との経営統合で両行の親会社として設立されたコンコルディアフィナンシャルグループの秘書室長兼広報室長となる。
横浜キャピタル取締役兼務などを経て、2020年日本ヒーター機器に後継者として招聘され、2021年代表取締役社長、スマートミールサービス代表取締役社長に就任。同年､株式会社YAHATAを設立。日本ヒーター機器、スマートミールサービスを株式取得し、グループ化した。